# Oronotus
Oronotus is een geslacht van gewone sluipwespen (Ichneumonidae). De wetenschappelijke naam werd gepubliceerd door Constantin Wesmael in 1845.

## Soorten
- Oronotus alboannulatus
- Oronotus binotatus
- Oronotus celer
- Oronotus inquietus
- Oronotus ishiyamanus
- Oronotus jengtzeyangi
- Oronotus mandibularis
- Oronotus thoracicus
- Oronotus tricolor
- Oronotus vincibilis